# Clare Torry

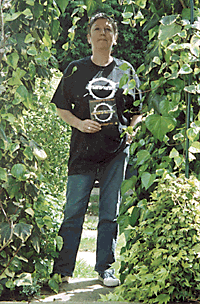
Clare Torry (2003)

Clare Helen Torry (* 23. November 1947 in London) ist eine britische Sängerin, die durch ihre Vokalimprovisation in The Great Gig in the Sky aus dem Album The Dark Side of the Moon von Pink Floyd aus dem Jahre 1973 bekannt wurde. Dieses Album ist mit über 50 Millionen verkauften Tonträgern eines der meistverkauften Alben aller Zeiten weltweit.

## Die ersten Jahre
Clare Torry stammt aus einem bürgerlichen Elternhaus und besuchte als Schülerin ein Internat in Battle (East Sussex). Da sie mit den konservativen Normen dieser Schule nur schwer zurechtkam, konnte ihre Begabung als Sängerin und Songschreiberin kaum gefördert werden.
Ab Ende der 1960er Jahre war Torry als professionelle Musikerin tätig. Zunächst sang sie viele Coverversionen populärer Titel aus den Hitparaden. Sie schrieb auch selbst Popsongs, die teilweise auch von anderen Musikern übernommen wurden. Ein großer finanzieller Erfolg war damit jedoch nicht verbunden. Daher nahm sie ab Mitte 1972 auch Aufträge als Studio-Backgroundsängerin an, eine Arbeit, die ihr zwar künstlerisch wenig reizvoll erschien, auf deren Einnahmen sie jedoch angewiesen war.
Dadurch lernte sie auch Alan Parsons kennen, den späteren Begründer von Alan Parsons Project, der damals noch ein unbekannter Toningenieur war. Während Parsons sich später an ein Album Torrys mit Coverversionen bekannter Lieder, darunter Light My Fire, zu erinnern glaubte, kann sich die Sängerin nicht erinnern, dieses Lied jemals interpretiert zu haben. Sicher ist jedoch, dass Parsons von ihrer Stimme tief beeindruckt war.

## Aufnahme vonThe Great Gig in the Sky
Als Pink Floyd kurzfristig eine Studiomusikerin als Sängerin für The Great Gig in the Sky suchten, empfahl Parsons Torry. Das Engagement wäre beinahe nicht zustande gekommen, schließlich wurde ein Termin noch am selben Tag, einem Sonntagabend, ausgemacht. Der Instrumentalteil war schon fertig eingespielt, und Torry sollte ihren Gesangsteil dazu improvisieren. Sie erhielt nur grobe Vorgaben, wie etwa, keinen Text zu singen, die Töne länger zu halten oder ihre Stimme wie ein Instrument zu verwenden. Schließlich war die Gruppe mit dem Ergebnis zufrieden, und Torry erhielt die übliche Gage für eintägige Studioaufnahmen an einem Sonntag.
Sie vermutete, die Aufnahme würde nicht verwendet werden, da ihre Stimme dabei zu kreischend gewesen sei, und dachte nicht weiter daran. Erst als sie später an einem Plattenladen ein großes Pink-Floyd-Poster entdeckte und dann noch ihren Namen auf dem Plattencover las, kaufte sie die Platte, und sie gefiel ihr.

## Weitere Tätigkeit
Clare Torry arbeitete weiter als Studiomusikerin und Backgroundsängerin für zahlreiche Produktionen, z. B. für Kevin Ayers, Olivia Newton-John, Matthew Fisher, Meat Loaf und für mehrere BBC-Fernsehproduktionen. Auf dem Album Eve von The Alan Parsons Project sang sie 1979 im Lied Don’t Hold Back die Hauptstimme. In ähnlicher Weise wie auf The Great Gig in the Sky sang sie 1984 im Lied The War Song auf dem Album Waking Up with the House on Fire von Culture Club und 1985 im Lied Yellowstone Park auf dem Album Le Parc von Tangerine Dream. 1987 arbeitete sie nochmals mit Roger Waters auf dessen Soloalbum Radio K.A.O.S. zusammen und erzählte in einem Interview von den Aufnahmesitzungen zu The Great Gig in the Sky.
Im Jahr 1990 gab es einen öffentlichen Auftritt mit Pink Floyd, und in den Jahren zuvor eine Zusammenarbeit und einige Live-Auftritte mit der neuen Band von Roger Waters, der 1985 Pink Floyd verlassen hatte.

## Anerkennung als Komponistin vonThe Great Gig in the Sky
Für das von ihr 1973 improvisierte Stück The Great Gig in the Sky erhob sie erst 30 Jahre später gerichtlichen Anspruch auf Tantiemen, da sie im Rahmen der Studiotätigkeit nur für den Gesang, nicht jedoch für die Komposition bezahlt worden war. Dieser Anspruch wurde in einem außergerichtlichen Vergleich 2005 bestätigt, über dessen Details Stillschweigen vereinbart wurde. Seitdem gelten Richard Wright und Clare Torry gemeinsam als Komponisten dieses Stückes.

## Veröffentlichung
2006 veröffentlichte Clare Torry ihre CD Heaven in the Sky, eine Sammlung von Liedern aus den 1960er und 1970er Jahren.